# Juan Manuel Boselli
Juan Manuel Boselli Graf (Montevideo, 9 de noviembre de 1999) es un futbolista uruguayo que juega como delantero en el FC Pari Nizhniy Novgorod de la Liga Premier de Rusia.

## Trayectoria
Comenzó a jugar al fútbol en Rincón de Carrasco, en Novena División empezó a concurrir a las prácticas de Defensor Sporting, y alternar entre los clubes. En Pre-Séptima fue fichado definitivamente por la Viola.
En el año 2013 inició las divisiones juveniles de Defensor Sporting, en su primera temporada anotó un gol en la categoría sub-14, que fue dominada por Danubio, ya que el club ganó el Torneo Apertura y Clausura. Al año siguiente, en Sexta División, convirtió 3 goles pero quedaron nuevamente sin posibilidades del título. Con la sub-16, en 2015, mejoró su marca y fueron 5 los tantos convertidos, pero el campeonato lo definieron Danubio y Liverpool.
Juan Manuel no tuvo continuidad en sus dos primeros años de juveniles, no jugaba como titular, pero en el año 2016 mostró su mejor versión en Quinta División, convirtió 13 goles en el campeonato, ganaron el Torneo Clausura, aunque luego perdieron en una final contra Danubio.
Fue ascendido al plantel de Primera de Defensor Sporting por el entrenador Eduardo Acevedo, para comenzar el 2017 con los profesionales.
Su primera convocatoria fue para la fecha 1 del Torneo Apertura, se midieron ante Rampla Juniors en el Franzini y ganaron 1-0, Juan Manuel estuvo en el banco de suplentes pero sin minutos.
Debutó como profesional el 24 de febrero de 2017, en el Estadio Luis Franzini contra Juventud, ingresó al minuto 83 por Gonzalo Bueno y ganaron 2-1. Jugó su primer encuentro con 17 años y 107 días, utilizó la camiseta número 29.

## Selección nacional

### Trayectoria
Juan Manuel ha sido parte de la selección de Uruguay en la categoría sub-20.
En la primera convocatoria luego del Sudamericano Sub-20 que ganó Uruguay, Fabián Coito decidió citar a Boselli para entrenar y jugar un amistoso contra Argentina, junto a su compañero de club Carlos Benavidez.
Debutó con la Celeste el miércoles 22 de marzo de 2017, ingresó al minuto 70 por Nicolás De La Cruz para enfrentar al combinado argentino en el Parque Capurro, en los minutos finales los albicelestes anotaron el único gol del encuentro, lo que significó una derrota uruguaya 0-1. Jugó su primer partido con 17 años y 133 días, utilizó la camiseta número 9.
Al mes siguiente, fue seleccionado junto a otros 19 futbolistas, para viajar a Buenos Aires y disputar la revancha contra Argentina. El encuentro se disputó el 12 de abril en El Nuevo Gasómetro, Juan Manuel fue titular y estuvo los 90 minutos en cancha, pero fueron vencidos 2-1, con un doblete de Marcelo Torres.
El 25 de abril fue confirmado en el plantel definitivo para viajar a Corea del Sur y jugar la Copa Mundial Sub-20.

### Participaciones en categorías inferiores
| Mundial                     | Sede          | Resultado     | Partidos | Goles |
| --------------------------- | ------------- | ------------- | -------- | ----- |
| Copa Mundial Sub-20 de 2017 | Corea del Sur | Cuarto puesto | 4        | 0     |

### Detalles de partidos
| Con Uruguay sub-20 | Con Uruguay sub-20 | Con Uruguay sub-20 | Con Uruguay sub-20  | Con Uruguay sub-20     | Con Uruguay sub-20            | Con Uruguay sub-20 | Con Uruguay sub-20 | Con Uruguay sub-20                                                                                  | Con Uruguay sub-20 |
| N.º                | Rival              | Resultado          | Fecha               | Lugar                  | Competencia                   | Goles              | Asistencias        | Ref.                                                                                                |                    |
| ------------------ | ------------------ | ------------------ | ------------------- | ---------------------- | ----------------------------- | ------------------ | ------------------ | --------------------------------------------------------------------------------------------------- | ------------------ |
| 1                  | Argentina          | 0:1 (0:0)          | 22 de marzo de 2017 | Montevideo · Uruguay   | Amistoso                      | -                  | -                  | 1                                                                                                   |                    |
| 2                  | Argentina          | 2:1 (2:1)          | 12 de abril de 2017 | Buenos Aires Argentina | Amistoso                      | -                  | -                  | 2                                                                                                   |                    |
| 3                  | China              | 1:3 (0:1)          | 8 de mayo de 2017   | Xi'an China            | Amistoso                      | -                  | -                  | 3 (enlace roto disponible en Internet Archive; véase el historial, la primera versión y la última). |                    |
| 4                  | Corea del Sur      | 2:0 (1:0)          | 11 de mayo de 2017  | Cheongju Corea del Sur | Amistoso                      | -                  | -                  | 4 (enlace roto disponible en Internet Archive; véase el historial, la primera versión y la última). |                    |
| 5                  | Arabia Saudita     | 0:2 (0:1)          | 14 de mayo de 2017  | Goyang Corea del Sur   | Amistoso                      | -                  | -                  | 5 (enlace roto disponible en Internet Archive; véase el historial, la primera versión y la última). |                    |
| 6                  | Japón              | 2:0 (1:0)          | 24 de mayo de 2017  | Suwon Corea del Sur    | Copa Mundial Fase de grupos   | -                  | -                  | 6 (enlace roto disponible en Internet Archive; véase el historial, la primera versión y la última). |                    |
| 7                  | Sudáfrica          | 0:0                | 27 de mayo de 2017  | Suwon Corea del Sur    | Copa Mundial Fase de grupos   | -                  | -                  | 7 (enlace roto disponible en Internet Archive; véase el historial, la primera versión y la última). |                    |
| 8                  | Arabia Saudita     | 1:0 (0:0)          | 31 de mayo de 2017  | Incheon Corea del Sur  | Copa Mundial Octavos de final | -                  | -                  | 8 (enlace roto disponible en Internet Archive; véase el historial, la primera versión y la última). |                    |
| 9                  | Italia             | 0:0 (1:4 pen.)     | 11 de junio de 2017 | Suwon Corea del Sur    | Copa Mundial Tercer puesto    | -                  | -                  | 9 (enlace roto disponible en Internet Archive; véase el historial, la primera versión y la última). |                    |

## Estadísticas

### Clubes
| Club                | País     | Año       | Partidos | Goles |
| ------------------- | -------- | --------- | -------- | ----- |
| Defensor Sporting   | Uruguay  | 2017-2018 | 37       | 2     |
| C. F. Peralada      | España   | 2019      | 12       | 2     |
| América F. C.       | Brasil   | 2019      | 0        | 0     |
| Atlético Paranaense | Brasil   | 2020      | 3        | 0     |
| Cádiz C. F. "B"     | España   | 2020-2021 | 23       | 2     |
| C. D. Tondela       | Portugal | 2021-2022 | 27       | 8     |
| Gil Vicente F. C.   | Portugal | 2022-2023 | 36       | 3     |
| FC Pari Nizhniy     | Rusia    | 2023-Act. | -        | -     |
| Total               | Total    | Total     | 139      | 17    |

### Resumen estadístico
| Competición            | Partidos | Goles | Prom. |
| ---------------------- | -------- | ----- | ----- |
| Ligas nacionales       | 47       | 4     | 0,09  |
| Copas nacionales       | 0        | 0     | 0,00  |
| Copas internacionales  | 5        | 0     | 0,00  |
| Selecciones nacionales | 32       | 3     | 0,09  |
| Total                  | 84       | 7     | 0,08  |

## Palmarés

### Campeonatos nacionales
| Título          | Club              | País    | Año  |
| --------------- | ----------------- | ------- | ---- |
| Torneo Apertura | Defensor Sporting | Uruguay | 2017 |